# Roy van den Berg
Roy Reinier van den Berg (* 8. September 1988 in Kampen) ist ein niederländischer Bahnradsportler und zweifacher Olympiasieger im Teamsprint.

## Sportliche Laufbahn
Roy van den Berg begann seine Radsportlaufbahn als BMX-Fahrer. 2009 wurde er Berg BMX-Europameister im Cruiser, im Rennen belegte er Rang drei. Bis 2014 startete er weiterhin bei Weltmeisterschaften in dieser Disziplin.
Im Jahr darauf startete Van den Berg bei den Bahn-Weltmeisterschaften in Ballerup bei Kopenhagen in drei Disziplinen: Im Keirin belegte er Platz 21, im Sprint Platz 25, und im Teamsprint errang er gemeinsam mit Teun Mulder und Yondi Schmidt Rang acht. Bei den Bahnradsport-Europameisterschaften 2010 in Pruszków wurde er Sechster im Teamsprint, mit Mulder und Hugo Haak. Im selben Jahr wurde er doppelter niederländischer Meister im Keirin sowie im Sprint. Bei den Bahn-Weltmeisterschaften 2011 im heimischen Apeldoorn belegte das Trio mit Van den Berg, Haak und Mulder Platz sechs im Teamsprint und bei den Bahnradsport-Europameisterschaften 2011 an selber Stelle Platz vier.
Anschließend legte Van den Berg eine vierjährige Wettkampfpause ein und hatte bei den niederländischen Bahnmeisterschaften 2015 in Alkmaar sein Comeback. Hinter dem früheren Weltmeister Theo Bos belegte er Rang zwei im Sprint. Bei den Bahnradsport-Europameisterschaften 2016 errang er die Silbermedaille im Sprint. 2018 wurde er mit Harrie Lavreysen, Jeffrey Hoogland und Nils van ’t Hoenderdaal Europameister im Teamsprint. Im selben Jahr errang er bei Läufen des Bahnrad-Weltcups dreimal Gold im Teamsprint. 2019 wurde Roy van den Berg mit Matthijs Büchli, Hoogland und Lavreysen sowohl Weltmeister wie auch Europameister; die niederländische Mannschaft mit Van den Berg gewann zudem den Teamsprint bei den Europaspielen. Im Jahr darauf konnten die Niederländer ihren WM-Erfolg wiederholen.
2021 startete Roy van den Berg in Tokio bei den Olympischen Spielen und errang gemeinsam mit Lavreysen, Hoogland und Büchli die Goldmedaille im Teamsprint. Bei den Europameisterschaften gewannen die Niederländer mit Van den Berg erneut im Teamsprint, ebenso bei den Weltmeisterschaften.
Bei den Olympischen Spielen 2024 in Paris gewann van den Berg zusammen mit Lavreysen und Hoogland zum zweiten Mal die Goldmedaille im Teamsprint.

## Auszeichnungen
Im Dezember 2018 wurde Roy van den Berg gemeinsam mit Nils van ’t Hoenderdaal, Harrie Lavreysen, Jeffrey Hoogland und Matthijs Büchli als niederländische „Mannschaft des Jahres“ ausgezeichnet. Die Jaap Eden Trofee wurde ihnen von Fußballer Rafael van der Vaart überreicht. 2021 war Van den Berg erneut Mitglied der niederländischen „Mannschaft des Jahres“.

## Privates
Van der Berg ist mit der Radsportlerin Yvonne Hijgenaar liiert (Stand 2018). Im August 2013 wurde ein gemeinsames Kind geboren.

## Erfolge

### Bahn
2011
- Niederländischer Meister – Sprint, Keirin

2012
- Niederländischer Meister – Keirin

2016
- Europameisterschaft – Sprint

2017
- Europameisterschaft – Teamsprint (mit Jeffrey Hoogland, Harrie Lavreysen, Matthijs Büchli und Sam Ligtlee)

2018
- Weltcup in Minsk – Teamsprint (mit Matthijs Büchli und Theo Bos)
- Europameister – Teamsprint (mit Harrie Lavreysen, Jeffrey Hoogland und Nils van ’t Hoenderdaal)
- Weltcup in Saint-Quentin-en-Yvelines – Teamsprint (mit Jeffrey Hoogland und Sam Ligtlee)
- Weltcup in London – Teamsprint (mit Harrie Lavreysen und Jeffrey Hoogland)
- Niederländischer Meister – 1000-Meter-Zeitfahren

2019
- Weltmeister – Teamsprint (mit Harrie Lavreysen, Jeffrey Hoogland und Matthijs Büchli)
- Europaspielesieger – Teamsprint (mit Harrie Lavreysen, Jeffrey Hoogland und Nils van ’t Hoenderdaal)
- Europameister – Teamsprint (mit Harrie Lavreysen, Jeffrey Hoogland und Matthijs Büchli)
- Weltcup in Hongkong – Teamsprint (mit Harrie Lavreysen und Jeffrey Hoogland)

2020
- Weltmeister – Teamsprint (mit Harrie Lavreysen, Jeffrey Hoogland und Matthijs Büchli)

2021
- Olympiasieger – Teamsprint (mit Harrie Lavreysen, Jeffrey Hoogland und Matthijs Büchli)
- Europameisterschaft – Sprint, Teamsprint (mit Jeffrey Hoogland, Harrie Lavreysen und Sam Ligtlee)
- Weltmeister – Teamsprint (mit Harrie Lavreysen und Jeffrey Hoogland)

2022
- Nations’ Cup in Milton – Teamsprint (mit Sam Ligtlee, Jeffrey Hoogland und Tijmen van Loon)
- Europameister – Teamsprint (mit Harrie Lavreysen und Jeffrey Hoogland)
- Weltmeisterschaft – Teamsprint (mit Harrie Lavreysen und Jeffrey Hoogland)

2023
- Nations’ Cup in Kairo – Teamsprint (mit Harrie Lavreysen und Jeffrey Hoogland)
- Europameister – Teamsprint (mit Harrie Lavreysen, Jeffrey Hoogland und Tijmen van Loon)
- Weltmeister – Teamsprint (mit Harrie Lavreysen und Jeffrey Hoogland)

2024
- Europameister – Teamsprint (mit Harrie Lavreysen, Jeffrey Hoogland und Tijmen van Loon)
- Nations’ Cup in Milton – Teamsprint (mit Harrie Lavreysen und Jeffrey Hoogland)
- Olympiasieger – Teamsprint (mit Harrie Lavreysen und Jeffrey Hoogland)
- Weltmeister – Teamsprint (mit Harrie Lavreysen und Jeffrey Hoogland)

### BMX
2009
- Europameister – Cruiser
- Europameisterschaft